# عضاد

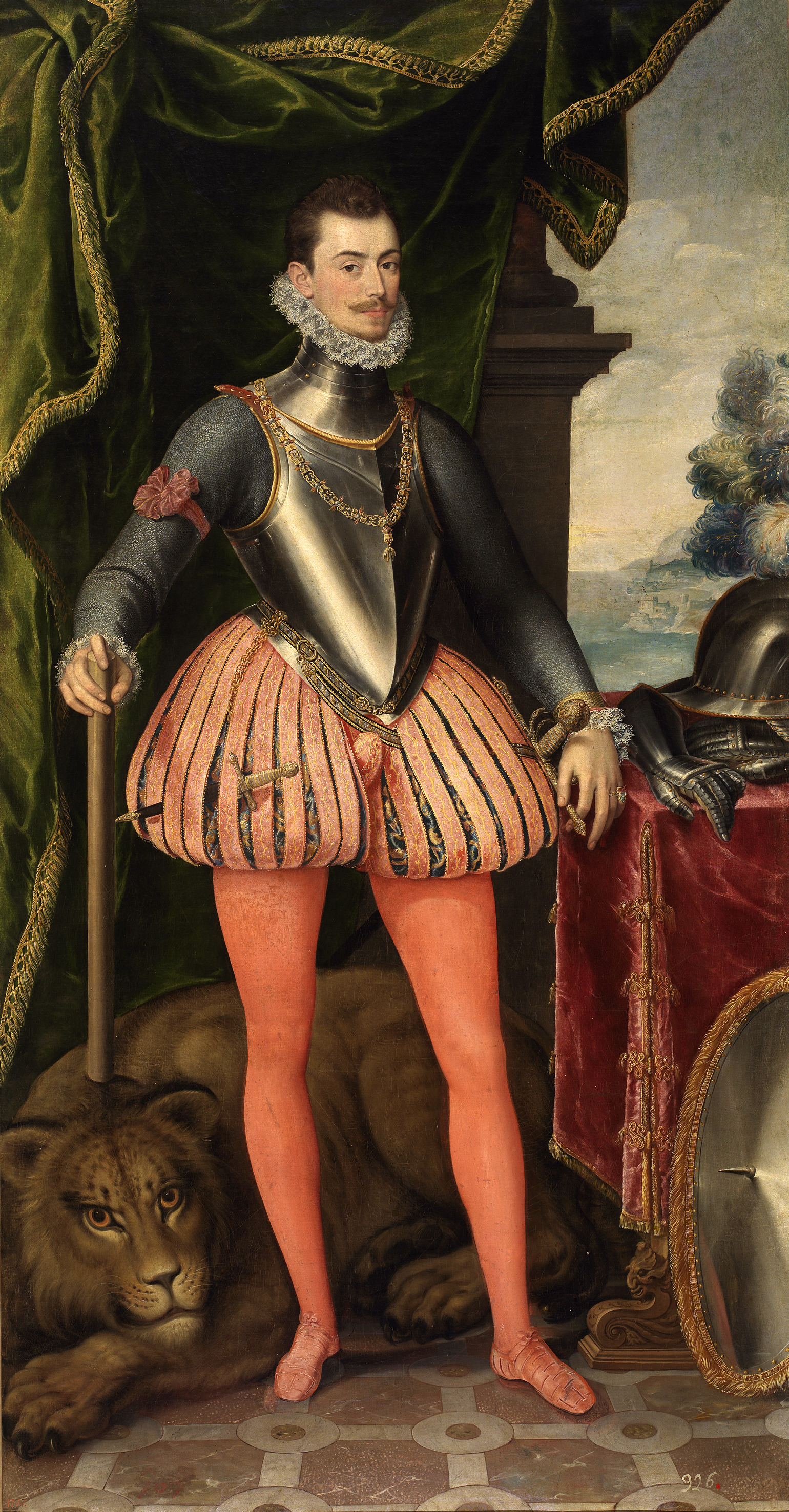
الدون خوان النمساوي يرتدي زيًا عسكريًا إسبانيًا عليه عِضادٌ

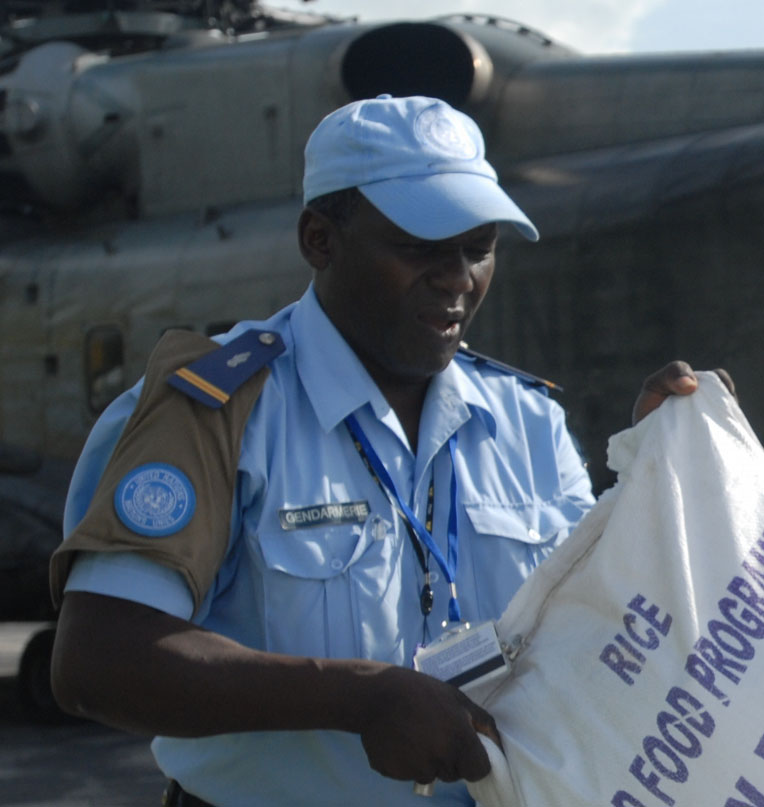

العِضاد أو عِصابة العَضُد قطعة من القماش أو مادة أخرى تُرتدى حول العضد ؛ يشير المصطلح عادةً إلى عنصر من الزي الرسمي يُرتدى جزءًا من الزي العسكري أو من قبل الشرطة أو غيرهم من الأشخاص الذين يرتدون الزي العسكري . يتم حمل شارات الوحدة أو الدور أو الرتبة أو غيرها من الشارات بدلاً من خياطة الملابس الفعلية. قد يكون النحاس ، عند فرده ، مستطيل الشكل تقريبًا، وقد يكون أيضًا على شكل مثلث تقريبًا ، وفي هذه الحالة يربط النحاس أيضًا شريطة كتفية. المصطلح الإنجليزي فرنسي الأصل، مشتق من bras التي تعني "عضد".